# Pierre Blanchar
Pierre Blanchar (Philippeville, (Francia Algéria) 1892. június 30. – Suresnes, 1963. november 21.) francia színész. Lánya, Dominique Blanchar (1927) francia színésznő.

## Életpályája
Tengerész volt, s miután végigharcolta az első világháborút (1914–1918), 1919-ben lépett színpadra. 1921-ben elvégezte a párizsi konzervatóriumot, s André Antoine társulatához szerződött. 1921-ben statisztaként kezdett filmezni. Az 1930-as, 1940-es években a legkiválóbb francia színészek egyike lett, s André Gide Pásztorének című kisregénye nyomán forgatott Elveszett boldogság (1946) című filmben Michèle Morgannal világsikert aratott.

## Munkássága
Pályája során számos színházban, így az Odéonban (1921, 1960–1962), a Comédie-Française-ben különféle darabokban, köztük Szophoklész Ödipusz királyában szerepelt. Játékát bensőséges lélekábrázolás, lírai színek, a romantikus szituációk nagyvonalú kidolgozása jellemezte. Emlékezetes nagy szerepe a Bűn és bűnhődés (1935) Raszkolnyikovja, és a Pique Dame megszállott Hermannja.

## Filmjei
- Jocelyn (1922)
- Geneviève (1923)
- Az ígéret földje (La terre promise) (1925)
- A sakkjátékos (Le joueur d'échecs) (1927)
- A búcsúkeringő (La valse de l'adieu) (1929)
- A nászmenet (La marche nuptiale) (1929)
- Fracasse kapitány (Le capitaine Fracasse) (1929)
- Atlantisz (L'Atlantide) (1932)
- A szép tengerész (La belle marinière) (1932)
- Magatartásból elégtelen (1933)
- Arany (L'or) (1934)
- Bűn és bűnhődés (1935)
- A bűnös (Le coupable) (1937)
- A volgai hajós (Les bateliers de la Volga) (1937)
- Táncrend (1937)
- Különös Viktor úr (1938)
- Napoleon házassága (1938)
- Egyetlen éjszaka (1940)
- Pontcarral, a császárság ezredese (Pontcarral, colonel d'empire) (1942)
- Titok (Secrets) (1943)
- A púpos (Le bossu) (1944)
- Elveszett boldogság (1946)
- Az égi zászlóalj (Le bataillon du ciel) (1947)
- A szerelem után (Après l'amour) (1948)
- Laennec doktor (1949)
- Barátom, Sainfoin (Mon ami Sainfoin) (1950)
- Rififi a nőknél (Du rififi chez les femmes) (1959)
- A fekete monokli (Le monocle noir) (1961)

## Díjai
- Velencei Filmfesztivál; Volpi Kupa (1935) Bűn és bűnhődés